# Hành khúc đám cưới
Hành khúc đám cưới (tiếng Anh: Wedding March) là bản nhạc thường được chơi tại lễ cưới khi người ta dẫn cô dâu vào nơi làm lễ cưới. Hành khúc đám cưới là một phần không thể thiếu trong các đám cưới tại nhà thờ. Nhiều nhà soạn nhạc cung đình đã viết rất nhiều các hành khúc hôn lễ cho các đám cưới của những cô dâu hoàng gia hoặc quý tộc, tuy nhiên các cô dâu người Anh thích đi vào nhà thờ làm hôn lễ theo nhạc trong vở opera Lohengrin của nhà soạn nhạc người Đức Richard Wagner và đi ra trong những giai điệu của nhạc viết cho vở kịch Giấc mộng đêm hè, tác phẩm của đại văn hào Anh William Shakespeare, của nhà soạn nhạc người Đức gốc Do Thái Felix Mendelssohn. Nhưng điều này hoàn toàn có thể thay đổi theo thời gian.

## Hành khúc đám cưới của Richard Wagner

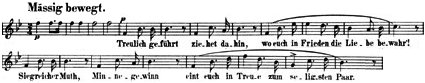

Đây là một đoạn trong vở nhạc kịch Lohengrin của nhà soạn nhạc người Đức Richard Wagner năm 1850 thường được gọi là "Wedding March" hoặc "Here Comes the Bride". Ngày nay, "Hành khúc đám cưới" thường được chơi ở ngay đầu một lễ cưới (dạng khí nhạc). Điều này không giống như trong vở opera của Wagner. Trong vở opera, bản hợp xướng do những người phụ nữ hát ở đầu màn III, khi mà các nghi lễ đám cưới đã xong xuôi và họ đang hộ tống cô dâu tới phòng tân hôn.

## Hành khúc đám cưới của Felix Mendelssohn

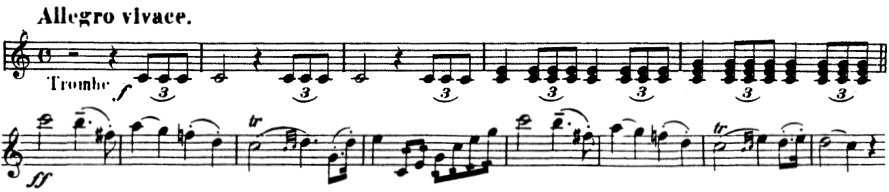

"Wedding March" của nhà soạn nhạc người Đức Felix Mendelssohn là bản nhạc cuối cùng (sau các phần Overture, Scherzo và Notturno) trong bộ tác phẩm số 61 của ông. Đây là những bản nhạc Mendelssohn viết cho vở kịch "Giấc mộng đêm hè" của William Shakespeare.
Nó được sử dụng phổ biến từ sau khi Công chúa hoàng gia Victoria (con gái cả của Nữ hoàng Victoria cùng chồng là Albert) chọn nó cho lễ cưới của mình với Thái tử nước Phổ vào ngày 25 tháng 1 năm 1858.